# سوفي بيرغ
سوفي بيرغ (بالفرنسية: Sophie Berge)‏ هي متسابقة يخت فرنسية، ولدت في 1964.

## وصلات خارجية
- سوفي بيرغ على موقع الاتحاد الدولي للملاحة الشراعية (موقع جديد) (الإنجليزية)
- سوفي بيرغ على موقع الاتحاد الدولي للملاحة الشراعية (موقع قديم) (الإنجليزية)
- سوفي بيرغ على موقع اللجنة الأولمبية الدولية (الإنجليزية)
- سوفي بيرغ على موقع أوليمبيديا (الإنجليزية)